# Minardi M194
Minardi M194 je Minardijev dirkalnik Formule 1, ki je bil v uporabi v sezoni 1994, ko sta z njim dirkala Pierluigi Martini in Michele Alboreto. Medtem ko se Michele Alboreto ni uspel uvrstiti višje od sedmega mesta, je Pierluigi Martini dosegel edino uvrstitev dirkalnika v točke s petim mestom na Veliki nagradi Francije. Minardi je sezono končal na desetem mestu s petimi točkami.

## Popolni rezultati Formule 1
(legenda)
| Leto | Moštvo  | Motor              | Gume | Dirkača           | 1   | 2   | 3   | 4   | 5   | 6   | 7   | 8   | 9   | 10  | 11  | 12  | 13  | 14 | 15  | 16  | Toč | Prv |
| ---- | ------- | ------------------ | ---- | ----------------- | --- | --- | --- | --- | --- | --- | --- | --- | --- | --- | --- | --- | --- | -- | --- | --- | --- | --- |
| 1994 | Minardi | Ford HBC7/8 3.5 V8 | G    |                   | BRA | PAC | SMR | MON | ŠPA | KAN | FRA | VB  | NEM | MAD | BEL | ITA | POR | EU | JAP | AVS | 5   | 10. |
| 1994 | Minardi | Ford HBC7/8 3.5 V8 | G    | Pierluigi Martini |     |     |     |     |     | 9   | 5   | 10  | Ret | Ret | 8   | Ret | 12  | 15 | Ret | 9   | 5   | 10. |
| 1994 | Minardi | Ford HBC7/8 3.5 V8 | G    | Michele Alboreto  |     |     |     |     |     | 11  | Ret | Ret | Ret | 7   | 9   | Ret | 13  | 14 | Ret | Ret | 5   | 10. |

‎